# Койн, Кевин
Кевин Койн (англ. Kevin Coyne, 27 января 1944, Дерби, Англия — 2 декабря 2004 Нюрнберг, Германия) — британский рок-музыкант, певец, автор песен, чьё творчество было отмечено необычным подходом к интерпретации блюз-рока и выстраиванию песенных структур, оригинальным стилем игры на гитаре, сверхнапряжённым стилем вокального исполнения, «антизвёздным» имиджем и необычной тематикой: он писал песни, в основном, о людях, находящихся на обочине общественной жизни (часто — о пациентах психиатрических клиник, подвергающихся жестокому обращению). Пластинки певца, носившие экспериментальный, подчас импровизационный характер, не имели коммерческого успеха, но высоко оценивались специалистами (Джон Пил, Ник Кершоу); восторженно отзывались о наследии Койна многие известные музыканты, в частности, Стинг и Джон Лайдон.

## Биография
Кевин Койн родился 27 января 1944 года в Дербишире, Англия, а музыкой — прежде всего, американским ритм-энд-блюзом, — заинтересовался, будучи студентом художественного колледжа Дерби (1961—1965), куда поступил по окончании школы Джозефа Райта (Joseph Wright School of Art). В эти годы Койн стал завсегдатаем фолк-клубов; впрочем, его выступления здесь нередко вызывали негативную реакцию; последняя стала ещё более заметна после того, как он стал профессионалом. В 1965—1968 годах Койн работал в службе социальной терапии клиники Уиттингем в Престоне, затем — консультирующим фармацевтом в лондонском Soho Project, не прекращая при этом регулярно выступать с концертами. Впечатления от общения с людьми в этих заведениях, а также любовь к чёрному блюзу, легли в основу песенного творчества блюз-рокового квартета с Койном во главе, подписавшего контракт с Dandelion Records, лейблом Джона Пила. Группа, в состав которой вошёл также Дэйв Клаг, до этого участник The Bonzo Dog Doo-Dah Band, сначала называлась Coyne-Clague, затем — переименовалась в Siren.
В 1972 году Пил расформировал лейбл и Койн, имевший в послужном списке два сингла и два альбома, продававшихся умеренно-стабильно и позже высоко оценивавшимися критикой) начал сольную карьеру. При этом, будучи женат и имея двоих детей, на жизнь он себе зарабатывал работой в социальной сфере. Ярким и трогательным отражением его душевного состояния стал альбом Case History — о «проблемых» личностях, к числу которых автор относил себя самого. «Персонажи этих песен кричат, требуя к себе внимания, и Койн, всегда с недоверием относившийся к бюрократизму английской системы социальной поддержки, вопит как участник этого хора», — пишет Allmusic. С материалом Case History Койн провёл европейское турне — в связке с рядом других исполнителей, записывавшихся на Dandelion. Тогда же он занялся театральной деятельностью, создав ревю на площадке лондонского Института современного искусства.
Case History едва не стал (согласно Allmusic) «лебединой песней» Койна, но после некоторого периода «добровольного самоизгнания» он получил заманчивое предложение от незадолго до этого образованного лейбла Virgin Records, который пообещал исполнителю полную творческую свободу. На Virgin и выходили его альбомы (выдержанные, в основном, в авангардно-фолк-роковом ключе) вплоть до 1980 года; более того, некоторые из них имели определённый коммерческий успех, пусть даже и только в странах континентальной Европы.
Свой концертный альбом Live Rough And More Койн записал в Германии, где стал к этому времени широко известен. Вскоре, однако, стрессы, вызванные концертными перегрузками, разводом, усугубившимся алкоголизмом, привели музыканта к нервному срыву, который едва не стоил ему жизни.
В начале 1980-х годов Койн образовал с немецкими музыкантами собственную группу The Paradise Band, а начиная с 1985 года обосновался в Нюрнберге, где стал вести более спокойный образ жизни, сочетая концертные выступления с литературной деятельностью и занятиями живописью. Картины Койна выставлялись в Германии и Нидерландах; многие из покупателей не были даже осведомлены о том, что их автор — рок-музыкант.
В какой-то момент появились сообщения о том, что Койну предложили заменить покойного Джима Моррисона в составе The Doors. Музыкант, по его словам, это предложение воспринял без энтузиазма. Зато Моррисон оказался главным героем в его собственной пьесе — о посмертных дрязгах между умершими рок-музыкантами. Альбом Койна The Adventures Of Frank Randle был записан по мюзиклу о британском комедийном актёре Фрэнке Риддле, где Койн исполнил главную роль. Здесь же играла его вторая жена Джулия Кемпкен. Койн — автор нескольких сборников поэзии и рассказов («Show Business», 1993; «Ich, Elvis Und Die Anderen», 2000). В 1990-х годах, согласно Allmusic, Койн вновь стал истинно андеграундным исполнителем, выпустив серию альбомов — «головокружительно разнообразных и при этом доступных».
В 2002 году Койну был поставлен диагноз: фиброз лёгкого. В том же году он скончался у себя дома. Жена Хелми заявила о намерении продолжить выпуск ранее не издававшегося материала музыканта на основанном им лейбле Turpentine Records. Первый из посмертных альбомов, Underground, вышел в 2006 году.

## Дискография

### Альбомы
| Siren - 1969 — Siren (Dandelion Records) - 1971 — Strange Locomotion Соло - 1971 — Case History (Tapestry Records) - 1973 — Marjory Razorblade (Virgin Records) - 1974 — Blame It on the Night (Virgin) - 1975 — Matching Head & Feet (Virgin) - 1976 — Heartburn (Virgin) - 1976 — In Living Black & White (Virgin) - 1978 — Beautiful Extremes (Virgin) - 1978 — Dynamite Daze (Virgin) - 1978 — Millionaires & Teddy Bears (Virgin) - 1979 — Babble (Virgin) - 1980 — Bursting Bubbles (Virgin) - 1980 — Sanity Stomp (Virgin) | - 1981 — Pointing the Finger (Cherry Red Records) - 1982 — Politicz (Cherry Red) - 1984 — Legless in Manila (Rockport Records) - 1987 — Stumbling Onto Paradise (Rockport) - 1990 — Romance-Romance (Koch Records) - 1991 — Wild Tiger Love (Rockport) - 1992 — Everybody’s Naked (Rockport) - 1993 — Tough and Sweet (Rockport) - 1995 — Rabbits (DJC) - 1995 — The Adventures of Crazy Frank (Rockport) - 1997 — Knocking on Your Brain (Rockport) - 1999 — Sugar Candy Taxi (Platinum Entertainment) - 1999 — Bittersweet Lovesongs (Rockport) - 2000 — Room Full of Fools (Ruf Records) - 2005 — Donut City (Turpentine Records) - 2005 — Live Rough and More (Rockport) |  |